# Hrabstwo Swift
Hrabstwo Swift (ang. Swift County) – hrabstwo w stanie Minnesota w Stanach Zjednoczonych. Hrabstwo zajmuje powierzchnię 1947 km². Według szacunków United States Census Bureau w roku 2022 liczyło 9 755 mieszkańców. Siedzibą administracyjną hrabstwa jest Benson.

## Miasta
- Appleton
- Benson
- Clontarf
- Danvers
- De Graff
- Holloway
- Kerkhoven
- Murdock